# ريموند السادس كونت تولوز
ريمون السادس (القسطانية: Ramon؛ 27 أكتوبر 1156 – 2 أغسطس 1222)؛ كان كونت تولوز ومارغريف بروفنس بين عامي 1194 و1222، وكما كان كونت ميلغيول (باسم ريمون الرابع) منذ 1173 حتى 1190، قد أدت صراعاته مع البابا إينوسنت الثالث بسبب تسامحه مع الكاثاريين إلى حرمانه كنسياً وبداية الحملة الصليبية الألبيجينية.

## الحياة المبكرة
وُلد ريمون في سان-جيل، باعتباره ابن ريمون الخامس وكونستانس الفرنسية، وكان أجداده من ناحية الأم لويس السادس ملك فرنسا وزوجته الثانية أديلايد دي مورين. وخاله لويس السابع ملك فرنسا. في 1194 خلف والده ككونت على تولوز، وسرعان ما أعاد السلم مع كل من ألفونسو الثاني ملك أراغون ومع أسرة ترنكافيل.

## المشاكل مع الكنيسة
كان ريمون السادس أول هدف فعلي للحملة الصليبية الألبيجينية (1209–1229).
امتلك ريمون السادس أراضي شاسعة، غير أن سيطرته عليها كانت شكلية، فإلى جانب ولائه الفعلي لملك فرنسا، كان ريمون يحكم بروفنس بصفته تابعاً للإمبراطور الروماني المقدس. أما هنري الثاني ملك إنجلترا فكان يسيطر على دوقية أقطانية المجاورة باسم زوجته إليانور الأقطانية والتي كان لها حق وراثي في تولوز عبر جدتها فيليبا ابنة غيّوم الرابع، كونت تولوز. وكان ألفونسو الثاني ملك أراغون مهتمًا بشؤون لانغدوك، مشجعاً للهجرة سكان الشمال لاستيطان الأراضي المستعادة حديثاً في أراغون.
في تولوز، حافظ ريمون على الحريات البلدية، ووسع الإعفاءات من الضرائب، وبسط حمايته على أراضي الجماعة، وكان شاعراً ورجلاً مثقفاً، يكره الحرب ولكنه لم يكن يفتقر إلى الحزم.[بحاجة لمصدر]
وبحسب هنري بيرين: «في نهاية القرن الثاني عشر كانت لانغيدوك تعج بالروحانيون الذين طمحوا إلى إعادة الكنيسة والعصر إلى البساطة الرسولية، مدينين في الوقت ذاته النظام الديني والتراتبية الاجتماعية»، حاول إينوسنت الثالث بداية معالجة الكاثارية عبر التحويل السلمي، فأرسل إلى المناطق المتأثرة عدداً من المندوبين، غير أنه لم يقدم أي دعم أو تعاون، وبالنظر إلى انشغاله الدائم مع أتباعه واستقلالية المدن، شكك المؤرخ كينيث سيتون فيما إذا كان ريمون «بمقدوره مواجهة الهرطقة بفعالية حتى لو رغب في ذلك».

لم تحظ المندوبات البابوية من روما وفرنسا بدعم يذكر إذ عُدّت مصلحين غرباء، وأوفد البابا المندوب بيير دو كاستيلنو لمعالجة تسامح ريمون مع الكاثاريين، لكنه انسحب بعد ستة أشهر عام 1206 خوفاً على سلامته.[بحاجة لمصدر]

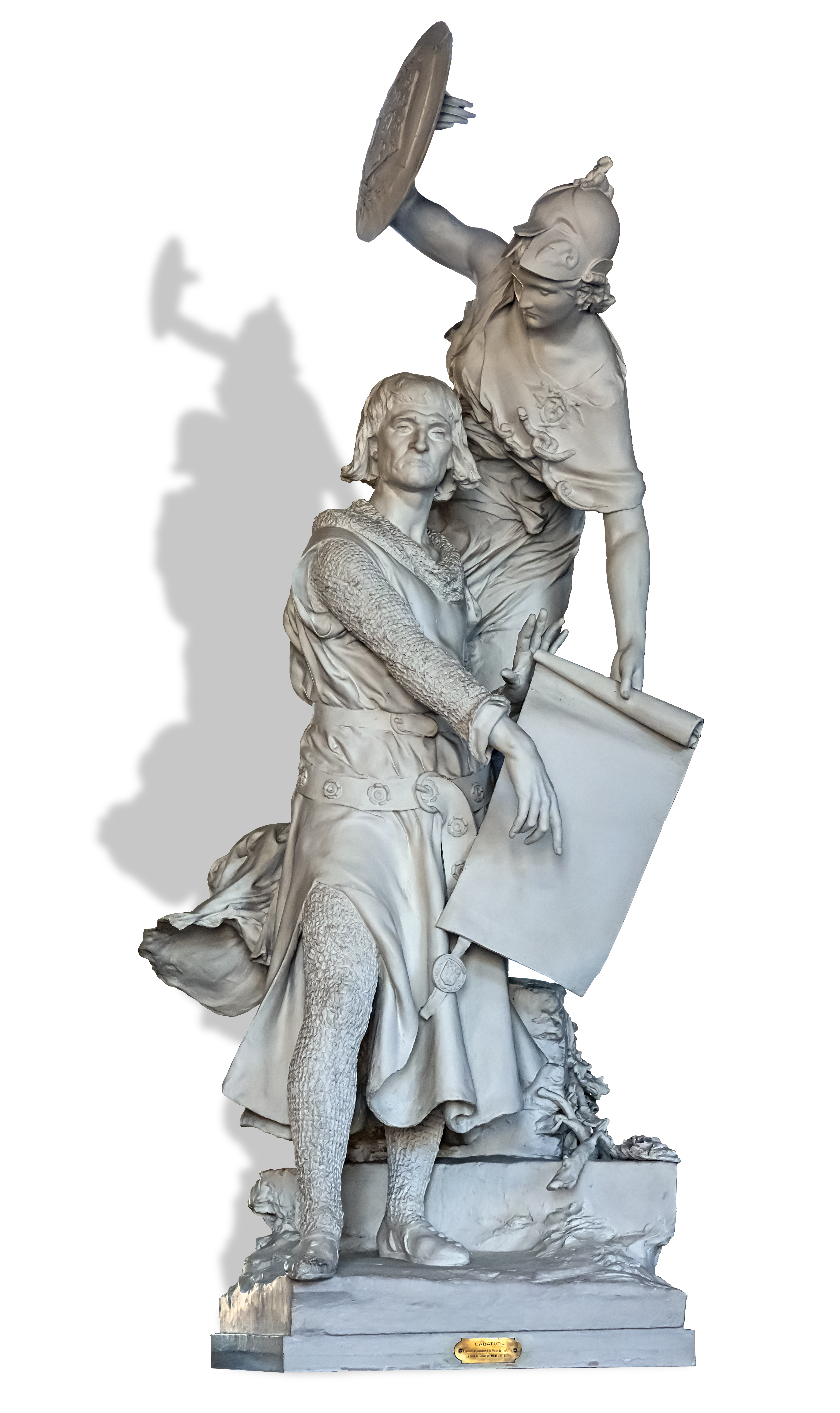
تصوير لريمون السادس في قاعة العظماء في تولوز

قد أدى اغتيال بيير في 15 يناير 1208 إلى الحرمان الكنسي. تلا ذلك مذبحة بيزييه من قبل الصليبين، وحصار واحتلال قرقسونة، وفي 1209 سافر ريمون إلى روما محاولاً المصالحة مع البابا إينوسنت الثالث، إلا أن الأخير، رغم مبادراته، فضّل ترك زمام الأمر لقادة الحملة، وفي 1211 جددت المندوبات البابوية حرمان ريمون، بينما فرض مجمع مونبلييه الحرمان الكنسي على كونتية تولوز. وباعتباره دبلوماسياً أكثر منه محارباً، لم يتمكن من وقف تقدم سيمون دي مونتفور الذي استولى على تولوز، وبعد معركة موريه نُفي ريمون إلى إنجلترا لدى نسيبه السابق جون ملك إنجلترا.
في نوفمبر 1215 بروما كان ريمون وابنه (الذي أصبح لاحقاً ريمون السابع، كونت تولوز) مع ريمون-روجر، كونت فوا لمشاركة في مجمع لاتران الرابع وذلك للدفاع عن أنفسهم والاعتراض على فقدان أراضيهما، ان صهره بيير-برموند الثاني من سوف حاضرًا هناك أيضًا، لممارسة ضغط عبر المطالبة بكونتية تولوز، ولكن طلبه باء بالفشل ومن روما توجّه ريمون وابنه نحو جنوة ومنها إلى مرسيليا في فبراير 1216، غادر ابنه مرسيليا ليستعيد ممتلكات العائلة في بروفنس، فحاصر بوكير في مايو 1216 واستولى عليها في 24 أغسطس.[بحاجة لمصدر]
وخلال الأثناء هذه ذهب ريمون إلى أراغون آملاً في حشد الدعم، ومن هناك أجرى مفاوضات سرية مع قادة تولوز خلال 1216، اعتقد سيمون دي مونتفور أن ريمون في طريقه إلى المدينة، ففي سبتمبر 1216 وعلى أي حال عاد مسرعاً من بوكير وقام بنهب جزئي للمدينة تولوز في ما بدا عقاباً، وأخيراً في 12 سبتمبر 1217 عاد ريمون إلى تولوز. فحاصرها سيمون دي مونتفور مجدداً، وقُتل خلال الحصار (25 يونيو 1218)؛ وخلفه ابنه أموري السادس دي مونتفور، ولخمسة أعوام تعثرت الحملة، وأما فشل حملات لويس الثامن ملك فرنسا بين 1219 و1226 فقد أتاح لريمون وابنه ووريثه استعادة معظم أراضيهما.

## الوفاة
عقب مرض مفاجئ ومباغت جعله عاجزاً عن الكلام تقريباً، توفي ريمون في أغسطس 1222، ومع ذلك وبحسب ما رُوي، ظل قادراً على التذكر والفهم إذ مد يديه تعبيراً عن الإيمان تجاه رئيس دير سان-سرنان، حالما حضر إلى جانبه. وقبّل كفن الجنازة الذي يحمل صليباً حين ألقاه عليه فرسان الإسبتارية، ثم توفي فجأة، نُقل جثمانه إلى مقرهم، لكنه لم يُدفن هناك وظل بلا قبر حتى الآن.
في عام 1998 طرأ منعطف جديد على القصة: إذ عُثر خلال حفريات في أوتيل سان-جان بتولوز، وهو موقع الدير الكبير السابق لفرسان الإسبتارية، على تابوت حجري من العصور الوسطى، وظُن للحظة أنه قد يحوي رفاته، فاستغل عمدة تولوز دومينيك بوديس الفرصة ليطلب من البابا رفع الحرمان عن ريمون السادس، لكن دون جدوى.

## الزيجات
تزوج ريمون ست مرات:
- في 11 ديسمبر 1172 تزوج من إرمساند دي بيليه، كونتيسة ميلغيول.[15] وتوفيت عام 1176 دون إنجاب.
- عام 1178 تزوج من بياتريس دي بيزييه، شقيقة روجر الثاني ترنكافيل.[16] تركته ودخلت ديراً.[17] وقد أنجبت له:
  - كونستانس،[18] تزوجت أولاً من الملك سانشو السابع ملك نافارا،[19] وثانياً من بيير-برموند الثاني من سوف، لورد أندوز.
- في 1193 تزوج من بورغون دي لوزينيان ابنة عموري الثاني ملك قبرص.[18] طُلقت عام 1196.[18]
- في أكتوبر 1196 تزوج من الأرملة جوان الإنجليزية،[18] ابنة هنري الثاني ملك إنجلترا وإليانور آكيتاين، تضمن زواجهما تنازل ريتشارد الأول عن مطالبته بتولوز، منتهياً بالخلاف مع أسرة آكيتاين الطويل، توفيت في 4 سبتمبر 1199 أثناء الولادة كراهبة في دير فونتيفرو. أنجبا:
  1. ريمون السابع كونت تولوز (1197–1249).
  2. جان (1198–1255)؛ زوجة برنار الثاني دو لا تور؛
  3. ريتشارد تولوز (1199)، عاش حتى تعميده فقط.
- في 1200 تزوج من ابنة إسحاق كومنينوس، حاكم قبرص، تطلقا عام 1202، وتزوجت من تييري الفلاندري في أوائل 1203.
- في يناير 1204 من إليانور ابنة الملك ألفونسو الثاني ملك أراغون وسانتشا القشتالية.[20]

## في الفن

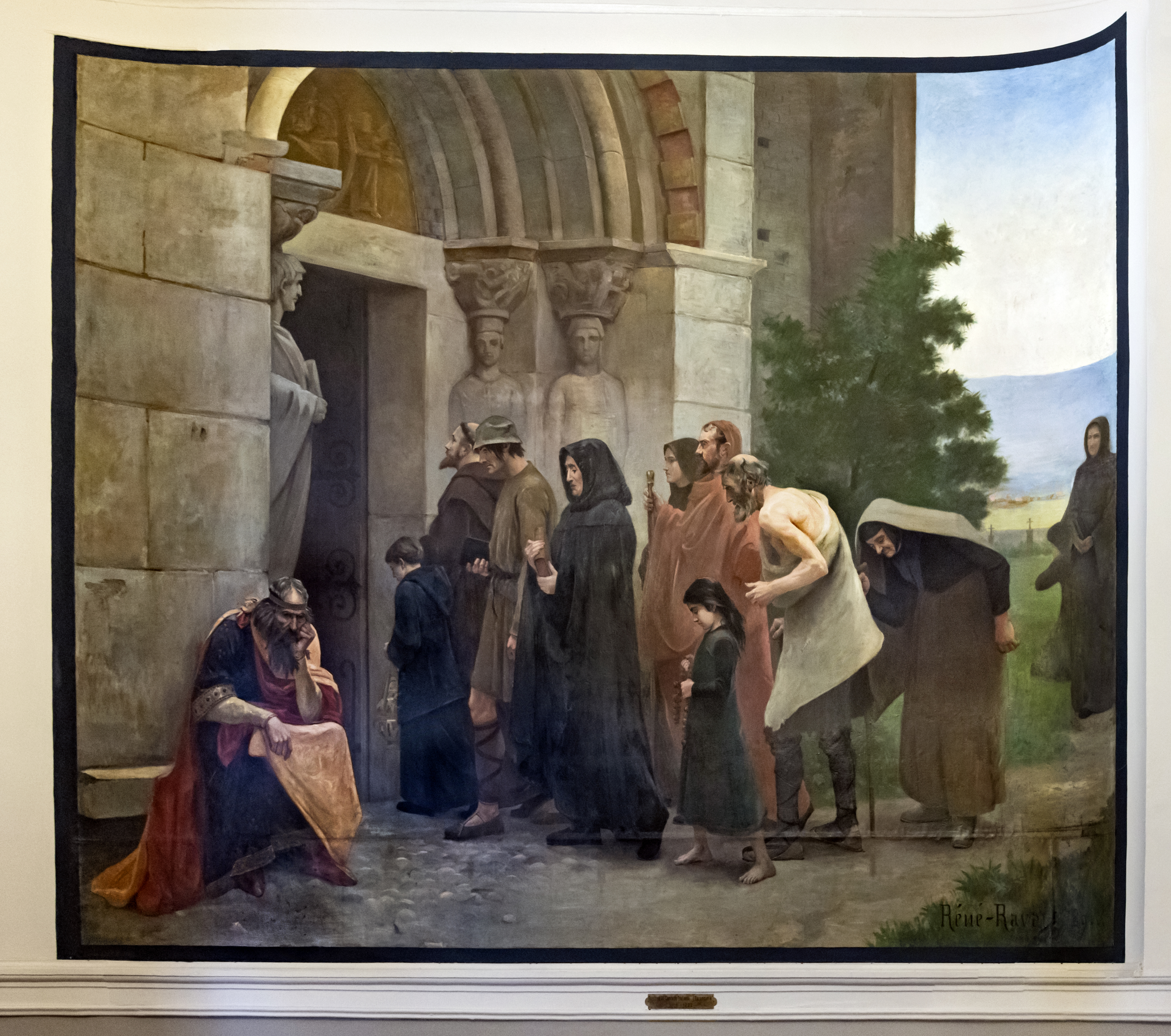
ريمون السادس، كونت تولوز، المحروم كنسياً 1156-1222، كابيتول تولوز.

يُصوَّر ريمون السادس كواحد من أربعة شخصيات على سقف المحكمة العليا في مينيسوتا بالولايات المتحدة. وتظهر لوحته بجوار موسى وكونفوشيوس وسقراط، وكل لوحة تمثل جانباً من جوانب القانون، تحمل لوحة ريمون السادس عنوان "تسوية المصالح المتضاربة"، ويُصوَّر فيها واقفاً أمام المندوب البابوي عام 1208، وقد دافع بنجاح عن حريات المدينة، ووسع الإعفاءات من الضرائب، وحمى الأراضي البلدية من تدخل الكنيسة، ولأنه لم يرغب في استهداف تابعيه الكاثاريين، فقد دافع أيضاً، ولكن بأقل نجاح—إذ أصبحت إحدى أسباب الحملة الصليبية الألبيجينية—عن فكرة الحرية الدينية. أنجز جون لافارج هذه اللوحات عام 1903.
وفي عام 1889، وفي لوحة عُرضت في الكابيتول بتولوز بعنوان "ريمون السادس كونت تولوز المحروم كنسياً 1156-1222"، صوّر الرسام رينيه-هنري رافو ريمون السادس وقد تُرك عند باب الكنيسة.[بحاجة لمصدر]